# Bath (New Hampshire)
Bath è un comune degli Stati Uniti d'America nella contea di Grafton dello stato del New Hampshire.